# دانیل لاندا
دانیل لاندا (انگلیسی: Daniel Landa; زاده ۴ نوامبر ۱۹۶۸) موسیقی‌دان، بازیگر، اتومبیل‌ران و مبارز آماتور موی تای اهل کشور جمهوری چک است. لاندا که در پراگ به دنیا آمد، با تحصیل در رشته موسیقی و نمایش با درجه ممتاز از کنسرواتوار پراگ فارغ‌التحصیل شد. او فعالیت موسیقی خود را در سال ۱۹۸۸ آغاز کرد. 